# Дитинець
Дити́нець, також вишгород, днешній град або «Гора» — центральна внутрішня укріплена частина городища в Київській Русі, центральна укріплена частина староруського міста, огороджена стінами; кремль, замок. Город складався з двох частин — з внутрішньої, що звалася «дитинець», і зовнішньої — «острог», або «окольний город»; обидві частини були обведені валами, на яких стояли дерев'яні стіни та заборола, а пізніше мури з каміння і цегли.

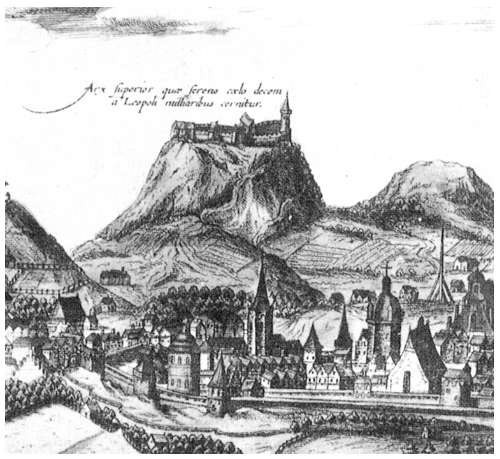
Фрагмент гравюри панорами Львова 17-го століття із зображенням Замкової гори, на якій був споруджений дитинець — Високий замок.

Здебільшого займав площу кілька гектарів. В дитинці розташовувались світські будівлі та храми. Княжі тереми — це будівлі світського призначення в дитинці. Дитинець — те саме, що цитадель, акрополь, у Стародавньому Римі — капітолій, на Русі — дитинець. Термін дитинець вживають у давньоруських текстах XII ст. на позначення цитаделей у фортецях Палестини (Хождєніє ігумена Даниїла, переклад "Юдейської війни" Йосипа Флавія).

## Етимологія. Походження термінів

### Дитинець
Дитинець (дѣтиньць, дитиньць, дѣтиниць) — у давньоруських джерелах — внутрішня укріплена частина міста/населеного пункту/фортеці, на протилежність зовнішній (окольному городу, передгороддю, острогу). У Новгородському Першому літописі, Іпатієвському літописі та Лаврентієвському літописі, які фіксують події кінця XII–XIII століть, дитинці згадуються по всій території Київської Русі — у Новгороді Великому (1097), Чернігові (1152), Білгороді (1161), Владимирі (нині обласний центр РФ, 1194), а також у сусідніх землях — у Сандомирі (Польща, 1261), Новогрудку (1274). Термін використовується у давньоруських текстах XII століття для позначення цитаделей у фортецях Палестини (Хождєніє ігумена Даниїла, переклад «Іудейської війни» Йосифа Флавія).
У XIV–XV століттях новгородські та псковські літописи застосовують цей термін майже виключно для Новгорода і Пскова (нині обласний центр РФ). В інших руських землях термін вийшов з ужитку у XIV столітті, у Північно-Східній Русі він був замінений терміном «кремль», у Західній Русі — «замок».
У Білорусі слово дядинець було замінено на «замок», який часто поділявся на «Верхній» (або «горні») і «Ніжні» (або «дольні»).[джерело?]
Походження терміна є дискусійнии. Найбільш переконливою є версія, яка пов'язує «дитинець" з прикметником «дънѣшнии» («внутрішній»), що походить від прислівника «дънѣ» («всередині»). Пор. "дънѣшнии градъ" на позначення внутрішньої фортеці Чернігова (Повість временних літ, 1076). У науковій літературі термін використовується на позначення центральної/внутрішньої частини давньоруського міста (переважно у працях істориків про соціально-топографічну структуру міст) або городища, якщо воно має кілька ліній укріплень (переважно у працях археологів). У типовому дитинці великого давньоруського міста розміщувалися двори князів, бояр, вищого духовенства, головні храми. Водночас він слугував прихистком для населення всього міста під час зовнішньої загрози.
У польській мові Dziedziniec — подвір'я, виділений відкритий простір у будівлі або групі будівель. Двір виконував репрезентативні та функціональні функції. Він міг бути закритим — оточений з усіх боків, або відкритим — де хоча б одна сторона не була закрита.
Походження терміна «дѣтиньць» остаточно не з'ясоване. В 1907 році в українських діалектах «дитинцем» також називалася підлога, дерев'яний ящик на дні криниці, а у російських діалектах детинец мав значення «верша», «ящик для збору смоли», а детёныш, детыш — «невеликий зруб на дні криниці, наповнений піском і вугіллям для очищення води». За однією з версій, слово може бути пов'язане з іменником дѣти («діти») і в такому разі має тлумачитися як «внутрішня, мала частина складного предмета». За іншою версією, іменник дѣтиньць може бути пов'язаний з дієсловом дѣти («діти, дівати, ставити»).

### Кремль

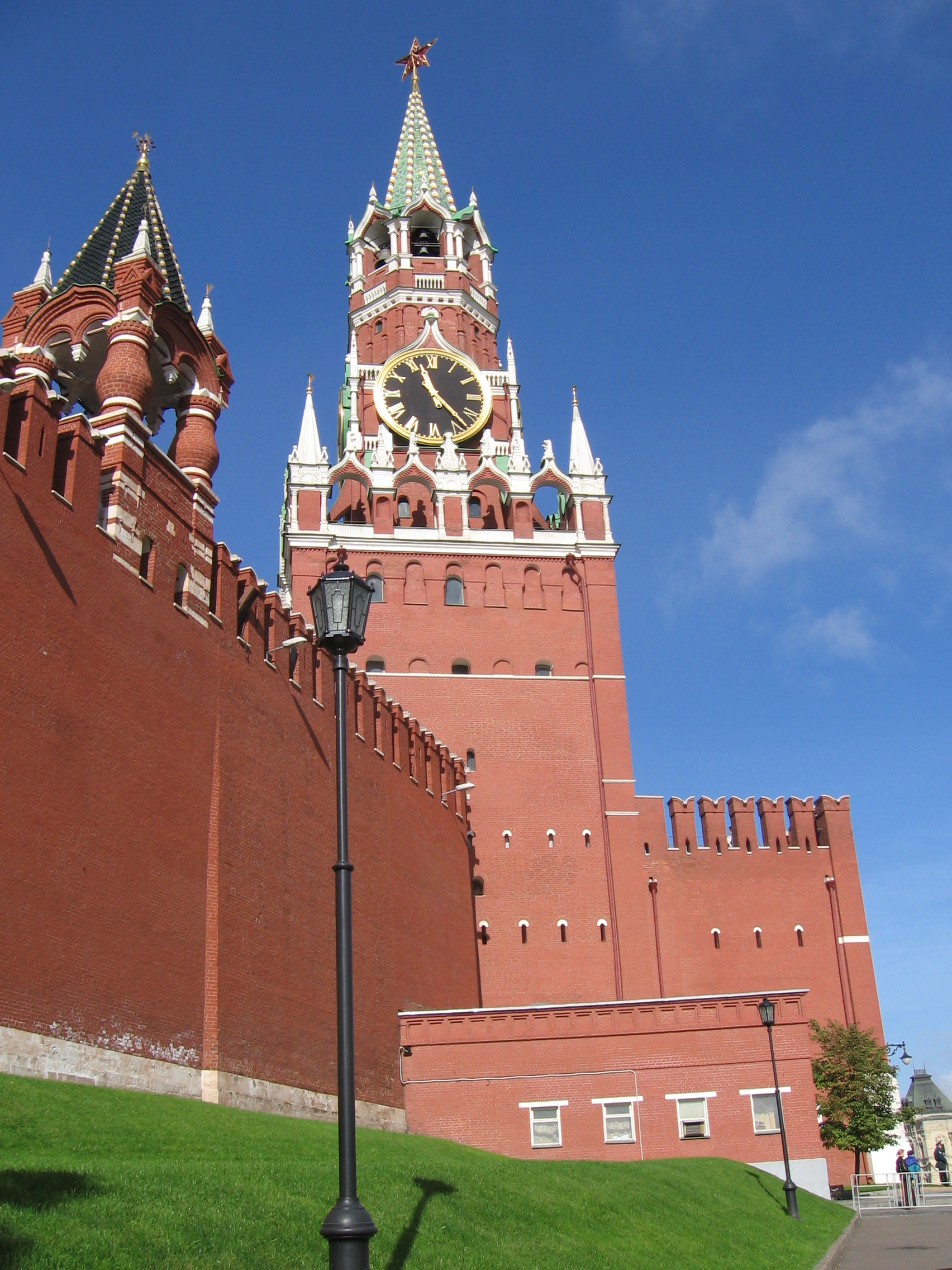
Фрагмент стін і башт Московського кремля. У 1366-1368 рр. за великого князя Дмитра Донського дерев'яні стіни Московського Кремля були замінені стінами і вежами з місцевого білого каменю (згідно з археологічними даними, вежі і найважливіші частини стіни були кам'яними, де була найбільша небезпека штурму).

Походження слова «кремль» остаточно не з'ясоване, висунуто кілька версій:
- Гіпотеза питомо слов'янського походження — кремль виводять від прасл. *kremiti («крушити», «дробити») і порівнюють з такими словами, як рос. кремь («найкраща частина заповіднику», «міцний будівельний ліс»), кремлёвый («міцний будівельний ліс»)[10], кроме, укр. окремий, відокремлювати, окрім, чеськ. krema, словац. krem, дав.-рус. крома («окраєць»)[11]. І це виглядає доволі дивним, щоб виводити назву від слова «кремінь» чи «крушити», «дробити», адже кам'яні споруди були великою рідкістю. Первісне значення слів крома, крем, кремінь, крім, кремсати — етимологічно пов'язане з каменем: прасловянське Kremiti — означало крушити, дробити, з яким повязані українські крім, крома, кремсати.[12] З ним же пов'язане слово «кремінь» — твердий, малопластичний і крихкий мінерал (крушиться на окремі частинки, окрайки). Крем — крім, окремий, чеське Krema, словацьке Krem, пов'язане з Крома.[12] Давньоруське «крома» — «окраєць».[12] Кремінь крихкий — крошиться на окремі частини. Деревина ж не підлягає крушінню. Укріплення з частоколу і інші укріплення на російських територіях зводились з деревини: Тверський Кремль, Коломненський Кремль, Новгородський Кремль, Московський Кремль. Окрім того, відомо, що в Центральній Росії (на територіях колишніх Московської, Владимирської, Ярославської, Костромської, Нижньогородської і ін. губерній) мало каменю[13]. Таким чином, слово кремль поширилось з частини заповіднику на «найкращі дерева», «найкращу деревину», «найкращий будівельний ліс», а надалі — на дерев'яні укріплення. Крім того, Макс Фасмер пов'язував кремль зі словом «кремінь».
- Гіпотеза грецького походження: від грец. κρεµνός, кремнос — «крутизна, крутояр»[14].
- Гіпотеза тюркського або монгольського походження: слово кремль пов'язують з тюрк. kärmän, «кермен» («фортеця»), монг. kerem, калм. kerɨ̥ — пор. «Керман», «Аккерман»[15].

Семітське походження від Кармель (Керем Ель) — буквально: «Божий виноградник»; за словником Ф. Л. Шапіро: 1) квітуча земля; 2) свіжі фрукти; 3) гора Кармель; інший переклад: «густий сад», «опасиста земля, що густо заросла деревами» (рос. тучная почва, густо заросшая деревьями) — не розглядається. Відомо, що частина правлячої еліти Хазарії прийняла юдаїзм. Слово пиширене в російській мові,а в інших слов'янських мовах — відсутнє. В «Толковом словаре живого великорусского языка» Володимира Даля зазначається: кремь — «рос. лучшая часть заповедника», «рос. крепкий и крупный строевой лес в заветном бору». Наприкінці XV століття великий князь Іван ІІІ влаштував Великокнязівський сад, який згодом став називатися Царським. В Москві збереглись назви попередніх садових слобід: Малі, Средні і Великі Садовники (рос. Малые, Средние і Большые Садовники), Берснєєвка, Огороднікі.

## Загальні відомості
Зазвичай, дитинець споруджували на зручних для оборони місцях (на мисах річок, пагорбах) і оточували ровами, валами, мурами з баштами і брамами.
У дитинці розміщувалися князівські та боярські двори, житла військових та духовенства, міські собори. Навколо дитинця розташовувалися ремісничі та торгові квартали околишнього міста.
Замість терміна «дитинець» з XIV століття у Великому князівстві Московському стали вживати термін «кремль».

## Дитинці давніх міст
Дитинець давнього Києва складався з трьох укріплень (городів): «города Володимира» (включив у свій склад і «городок Кия»), «города Ярослава» і «города Святополка»; займав площу близько 80 га на Старокиївській горі.
Дитинець Чернігова був розташований на пагорбі над Десною.
Дитинець давнього Галича знаходився на Крилоській горі в сучасному с. Крилос, що розташоване за 5 км від нинішнього м. Галич.
На Замковій горі був дитинець давнього Львова — Високий замок.